# 藤原和博
藤原 和博（ふじはら かずひろ、1955年11月27日 - ）は、日本の教育者、著述家。自らの肩書きとして「教育改革実践家」を名乗っている。前奈良市立一条高等学校校長、元公立中学校校長。東京都生まれ。
東京都初の中学校の民間人校長として、2003年4月より5年間杉並区立和田中学校の校長を務めた。

## 略歴
- 1971年　世田谷区立富士中学校卒業
- 1974年　東京都立青山高等学校卒業
- 1978年　東京大学経済学部卒業
- 1978年　日本リクルートセンター（現：リクルート）入社

東京営業統括部長、新規事業担当部長などを歴任。メディアファクトリーを立ち上げる。
- 1993年　ロンドン大学ビジネス・スクール (LBS) 客員研究員
- 1996年　リクルート社フェロー
- 2002年　杉並区教育委員会・参与（教育改革担当）
- 2003年4月　杉並区立和田中学校校長に就任
- 2008年3月　5年間の任期満了により、同校校長を退任
- 2008年6月　大阪府特別顧問（政策アドバイザー、2011年まで）
- 2014年4月17日　佐賀県武雄市特別顧問[3]（2018年4月1日現在では退任している[4]）
- 2016年4月　奈良市立一条高等学校校長に就任[5][6][7]
- 2018年3月　同校校長を退任

## 人物

### 来歴
リクルート在籍中、年俸契約の客員社員「フェロー」制度を創設した。その後、「たった一人からの教育改革」を旗印に自治体の教育委員会の教育改革担当を経て、東京都における義務教育初の民間人校長として杉並区立和田中学校に赴任した。
同校では、生徒や大人も参加する形で自営業者やホームレスなど様々な立場の社会人の講義を聞くなどして世の中について学習する「よのなか科」の創設や、学習塾と連携した有料の課外授業「夜スペ」の実施に携わった。漢字検定も実施した。
「よのなか科」については、同校をモデルとした学校支援地域本部事業を文部科学省より受託した。｢よのなか｣科のホームページはオールアバウトジャパンスーパーおすすめサイト2003審査員特別賞を受賞した。
自著にて、子供のテレビ漬け・ケータイ漬けを嘆いているが、モバイルゲーム略してモバゲーを運営するDeNA社長の南場智子、iモードの仕掛け人とされるバンダイ社外取締役の松永真理は、藤原とは旧知の関係である（著書「人生のつくり方」より）。藤原がリクルート時代に立ち上げたメディアファクトリーは深夜アニメの一大量産・提供元でもある。
2008年8月から2011年10月まで大阪府教育委員会特別顧問を務めた。
2016年4月に校長として就任した奈良市立一条高等学校では、「よのなか科」の授業等が新たに実施されている。

### 政界との関係
リクルート出身の樫野孝人が、2009年神戸市長選挙に無所属で立候補した際、旧知の高野孟が運営するニュースサイト「THE JOURNAL」に応援のメッセージを寄稿し、民主党小沢執行部を批判するも、鈴木寛とは、校長になる前から、議員になる前からの関係。鈴木の政策秘書であった石井登志郎の資金集めパーティーでは乾杯のあいさつを行っている。また、リクルート出身の吉田平が、2009年千葉県知事選挙に堂本暁子の後継として立候補した際は、やはりリクルート出身の加藤公一、同じく元東京大学副理事の竹原敬二らと共に吉田の応援をしている。
NHKの予算を審議する衆議院総務委員会（08年3月24日）では、民主党の玄葉光一郎が藤原の最終授業を見学。ライブドア堀江貴文の創業当時・絶頂期・事件直前・保釈直後の新聞写真を素材とした｢よのなか｣科の授業を、これはいわばメディアリテラシーだと評している。
09年11月には民主党による事業仕分け人に抜擢され、心のノートについて「正義は危険、気持ち悪い」と発言。食育について、「お米の健康法」と述べた。
なお、「今でも個人的にはサポートして大阪は相当肩入れしているんですが、政党的に言いますと維新の会と私は一線画してい」るとしている。

### プロデュース
2008年末から、製造をプロデュースした高級腕時計が販売された。ネオ・ジャパネスクを掲げた「japan」ブランドを冠した限定50個の時計は20万円前後の価格ながら予約で完売した。これには、日本の成熟した消費社会に対する回答の一つとして、嗜好やこだわりに答えた製品コンセプトが提示されつつ、売上高の10％が企画者の報酬とされる印税方式を導入してアイデアがビジネスに直結するスタイルを提示するなど、新たな試みが用いられている。藤原は、自動車など同様な手法を拡大して新たな製品を送り出したいと意気込んだ。

## 新聞雑誌掲載・テレビ出演（及び関連事項）

### 2002年 - 2005年
2002年
- 5月27日：NHK『にんげんゆうゆう』
- 7月4日 : TBSラジオ 『話題のアンテナ 日本全国8時です』(木曜日・～2003年3月27日)
- 11月4日：NHK『教育フェア2002』

2003年
- 同年5月17日～2004年9月18日：朝日新聞東京版朝刊土曜地域面「杉並校長日記」

2004年
- AERA3月29日号「現代の肖像･奮闘するスーパーエリート」佐保美恵子
- 週刊ダイヤモンド4月10日号
- 週刊ニューズウィーク4月28日号「世界のカリスマ教師」（大企業の中堅幹部向け教育機関ISL代表との共同作業）
- 4月27日：テレビ東京 『ガイアの夜明け』「社長候補は23歳」（エリート社員の育成について：前記ISL関連）

2005年
- 1月20日：朝日新聞 コミュニティスクール（地域協力学校） - 当時民主党政策調査会長の仙谷由人が和田中学校を視察
- 1月28日：朝日新聞（5ページ）Benesse賞最優秀論文受賞を伝えるベネッセコーポレーションの1面全面広告
- 2月20日：NHK『日曜討論』「大丈夫か?子どもの学力」
- 7月30日：NHK『土曜フォーラム』「今こそ金融教育」

### 2006年 - 2009年
2006年
- ベンチャー通信11月号「いま日本に必要なのは、起業家型の創造的人材」

＜第1次安倍内閣による教育再生論議＞
- 中央公論11月号「公立校は立ち直るか」（中井浩一との対談）
- 文藝春秋11月号「公立校再建なくして国栄えず」
- 11月4日：NHK『ETV特集』「学校が変わる子どもが変わる」（イギリスのリバプールで起きたジェームス・バルガー事件を題材とした裁判員制度を意識した討論）
- 11月20日：TBS『筑紫哲也 NEWS23』
- 11月：NHK『おはよう日本』（以降、いじめ問題で出演）
- 11月27日：NHK『いっと6けん』
- 11月30日：TBS『みのもんたの朝ズバッ!』
- 文藝春秋12月号　｢これが本物の教育再生会議だ」（隂山英男、齋藤孝、藤原による対談）
- 12月3日：テレビ朝日『サンデープロジェクト』
- NHKスペシャル

2007年
- 週刊ポスト3月2日号（〝ナナメの関係〟について）
- 日本テレビ『スッキリ!!』
- 読売テレビ『ウェークアップ!ぷらす』
- TBS『みのもんたの朝ズバッ!』
- TBS『筑紫哲也NEWS23』
- 日本テレビ『NEWS ZERO』

2008年
- 1月9日：朝日新聞 天声人語
- AERA1月28日号「和田中夜スペ有力塾の思惑」
- 〝夜スペ〟 - 初日はNHKでは正午のニュース・ニュース7等々、民放でもTBSイブニング・ファイブ等々
- 4月1日～12日：朝日新聞朝刊第3面に藤原に関しての連載
- 中央公論5月号「塾だって地域の力の一つです」（〝夜スペ〟批判への反論 聞き手：中井浩一）
- 5月4日：NHK『双方向解説･そこが知りたい!』「変わる学校どうする学校」
- 5月11日：朝日新聞（トライグループの参入を1面スクープ）
- TBSが大阪府知事橋下徹の特別顧問就任をスクープ
- 7月13日：フジテレビ『サキヨミ』（大分県での教員不正採用について）
- 7月14日：TBS『ピンポン!』（同上）
- 7月18日・21日：日本テレビ『スッキリ!!』（大分の件を取り上げ、コメンテーターのテリー伊藤が前記週刊朝日さながら、藤原の主張を代弁）
- 7月23日：読売新聞（大分県での教員不正採用についてのコメント）
- DIME（小学館・モンスターペアレンツについて）
- 週刊朝日7月25日号（大分県での教員不正採用について）
- 10月20日：テレビ朝日『ビートたけしのTVタックル』「自民党河野太郎主催の無駄撲滅プロジェクト通称〝ムダボ〟に参画」
- 婦人公論12月22日・2009年1月7日合併号「新しい挑戦には〝無謀さ〟が大事」（作家：諸田玲子との対談）

2009年
- 週刊東洋経済4月25日号
- 6月16日：NHK『アレ今どうなった?』（ヒルズ族について）
- 7月：NHK教育『知る楽・仕事学のすすめ』（勝間和代:マッキンゼー出身との対談）
- THE2111月号（藤巻幸夫との対談）

### 2010年代
2010年
- 週刊ポスト1月15日・1月22日合併号「事業仕分けについて」
- 10月30日：都立青山高校創立70周年記念式典における記念講演「つなげる力が拓く君たちの未来」

2011年
- 2月28日：日本テレビ『人生が変わる1分間の深イイ話』（前記文部科学副大臣鈴木寛へのインタビュー）

2017年
- 8月9日：『日経MJ』＜著者とじっくり＞「10年後、君に仕事はあるのか？」で語る雇われる力／仮説生む力がAIに勝つ
- 12月9日：『The 21』＜45歳からのキャリアの教科書＞「40代で「キャリアの大三角形」を描こう」

### 造語
- 「よのなか」科

東京都立大学教授（当時）宮台真司と共に考案した授業形態
- 〝ナナメの関係〟

親・教師との関係を縦、同級生との関係を横とした場合の、近隣地域住民との関係
- 〝ドテラ〟

土曜寺子屋の略：成績下位層を対象に土曜日に行われる補習授業（実施主体はボランティア）
- 〝夜スペ〟

夜スペシャルの略：成績上位層を対象に放課後･夜間に行われる授業（実施主体は大手有名進学塾のサピックス）
- 〝吹きこぼれ〟

落ちこぼれとは対称的に、学校の授業にはもの足りなさを持つとされる成績上位層を指しての発言
- 〝水増し先生〟

大分県での教員不正採用についての発言
- 〝ジグソーパズル型〟

決まり切った正解を当てたり、他人が思い描いた世界観や完成図に速く到達する能力で、模倣性や情報処理力（覚えたらそこで終了）を特徴とする学力。2009年刊の著書「35歳の教科書」より。同義語として、平尾誠二が2006年刊の著書「人は誰もがリーダーである」（136頁～137頁）にて用いている「パズル型」がある。
- 〝レゴ型〟

前述の「ジグソーパズル型」の対義語。自ら世界観や完成図を思い描いて組み立てる能力で、創造性や情報編集力（一見無関係な物を結び付ける）を特徴とする学力。決まりきった正解ではなく、自他共に容認できる「納得解」を引き出す能力が重視される。2009年刊の著書「35歳の教科書」より。同じく、平尾誠二が著書「人は誰もがリーダーである」にて用いている「積み木型」に相当する語。

## 著書
- 『処生術』新潮社 1997
- 『エネルギーを奪う仕事、もらえる仕事』新潮社 1998
- 『人生の流れを変える』PHP研究所 1998
- 『父生術』日本経済新聞社 1998

「母にできること、父にしかできないこと。」新潮OH!文庫、「父親になるということ」日経ビジネス人文庫、ちくま文庫
- 『僕らはどんなふうに大人になったのか』講談社 1998
- 『自分「プレゼン」術』ちくま新書 2000
- 『情報編集力 ネット社会を生き抜くチカラ』筑摩書房 2000
- 『処生術 2　プライド』新潮社 2000
- 『「よのなか」の歩き方 1　お金じゃ買えない。』ちくま文庫 2001
- 「よのなか」の歩き方 2　給料だけじゃわからない!』ちくま文庫 2001
- 『世界でいちばん受けたい授業 足立十一中「よのなか」科』小学館 2001

「世界でいちばん受けたい授業 「よのなか」科実践記録」ちくま文庫
- 『建てどき』情報センター出版局 2001、『人生の教科書「家づくり」』ちくま文庫
- 『人生がつまらない人へ』ダイヤモンド社 2002
- 『世界でいちばん受けたい授業 2』小学館 2002
- 『対人関係』塩田雅紀絵 かんき出版 2002、『人生の教科書「人間関係」」ちくま文庫
- 『「よのなか」の歩き方 3　味方をふやす技術』ちくま文庫 2002
- 『リクルートという奇跡』文藝春秋 2002　のち文庫
- 『「よのなか」入門』三笠書房 王様文庫 2003
- 『公立校の逆襲いい学校をつくる!』朝日新聞社 2004　のちちくま文庫
- 『公教育の未来』ベネッセコーポレーション 2005

「誰が学校を変えるのか 公教育の未来」ちくま文庫
- 『サクラ、サク』幻冬舎 2005
- 『「ビミョーな未来」をどう生きるか』ちくまプリマー新書 2006
- 『新しい道徳』ちくまプリマー新書 2007
- 『校長先生になろう!』日経BP社 2007　のちちくま文庫
- 『キミが勉強する理由 藤原先生の心に響く授業』朝日新聞出版 2008
- 『つなげる力』文藝春秋 2008 「つなげる力 和田中の1000日」文庫
- 『35歳の教科書 今から始める戦略的人生計画』幻冬舎メディアコンサルティング 2009　のち文庫
- 『本当の友だちってどんな友だちだろう 藤原先生の心に響く授業』朝日新聞出版 2009
- 『35歳の幸福論 成熟社会を生きる12の戦術』幻冬舎メディアコンサルティング 2010
- 『さびない生き方 戦略的人生設計のための41の方法』大和書房 2010
- 『はじめて哲学する本』ディスカヴァー・トゥエンティワン 2010
- 『坂の上の坂 55歳までにやっておきたい55のこと』ポプラ社 2011　のち文庫
- 『不可能を可能にするビジネスの教科書 星野リゾート×和田中学校』筑摩書房 2011
- 『今、話したい「学校」のこと 15歳からの複眼思考』ポプラ社 2013
- 『藤原和博の必ず食える1%の人になる方法』東洋経済新報社 2013
- 『負ける力』ポプラ新書 2013
- 『藤原和博の「創造的」学校マネジメント講座 「マネジメント」で学校と地域を動かし活かす』教育開発研究所 2014
- 『もう、その話し方では通じません。』KADOKAWA 2014
- 『10年後、君に仕事はあるのか？未来を生きるための「雇われる力」』ダイヤモンド社 2017

### 共編著
- 『人生の教科書「よのなか」』宮台真司共著 筑摩書房 1998
- 『人生の教科書「ルール」』宮台真司共著 筑摩書房 1999　人生の教科書「よのなかのルール」文庫
- 『親と子の「よのなか」科』三室一也共著 ちくま新書 2002
- 『人生のつくり方』藤原和博と107人の仲間たち編著 サンマーク出版 2002
- 『中学改造 "学校"には何ができて、何ができないのか』編・著 櫻井よしこ,苅谷剛彦,鈴木寛共著 小学館 2002
- 『「よのなか」教科書 数学　数学脳をつくる』岡部恒治共著 新潮社 2003　「人生の教科書「数学脳をつくる」」ちくま文庫
- 『民間校長、中学改革に挑む』天野一哉共著 日本経済新聞社 2003
- 『ロボットと生きる 人生の教科書』東嶋和子,門田和雄共著 筑摩書房 2003
- 『人生の教科書「情報編集力をつける国語」』重松清,橋本治共著 ちくま文庫 2007
- 『バカ親、バカ教師にもほどがある 子ども化する大人たち』川端裕人聞き手 PHP新書 2008
- 『笑える子ども。 未来に向けての教育改革論。』隂山英男,川勝平太,小山泰生,米澤明憲共著 ぴあ 2008
- 『家庭で育てる国際学力 新学習指導要領の先まで読む!』陰山英男共著 小学館 2009
- 『カミシモ 神々が教える下々の成功のルール』藤原和博とチーム「カミシモ」  毎日新聞社 2009
- 『教師を信じろ! 藤原和博と学校改革に挑んだ12人の怒れる教師たち』編著 ぎょうせい 2010
- 『藤原流200字意見文トレーニング 未来を生き抜くための「柔らかアタマ」をつくろう!!』編著 光村図書出版 2010
- 『「よのなか」科によるネットワーク型授業の実践 クリティカル・シンキングのすすめ』編著 東京書籍 2010
- 『乃木坂と、まなぶ はじける好奇心とまらない』乃木坂46共著 朝日新聞出版 2014

### 翻訳
- ジョン・P.コッター, ホルガー・ラスゲバー『カモメになったペンギン』ダイヤモンド社 2007
- スーザン&ラリー・ターケル『「自分の壁」を破るいちばん簡単な方法』三笠書房 2007

## ゲーム
- 計算DSトレーニング（ニンテンドーDS、IEインスティテュート、2007年3月21日） - 監修